# The Who
The Who je britská rocková kapela založená v roce 1964. Jejich klasická sestava (1964–1978) se skládala z hlavního zpěváka Rogera Daltreyho, kytaristy Peta Townshenda, baskytaristy Johna Entwistlea a bubeníka Keitha Moona. Kapela je považována za jednu z nejvlivnějších a nejvlivnějších. rockových kapel 20. století a mezi její příspěvky k rockové hudbě patří vývoj sestav Marshall stack, velkých systémů ozvučení, používání syntezátorů, vlivné herní styly Entwistlea a Moona, Townshendova technika hry na kytaru s feedbackem a powerchordy a vývoj rockové opery. Jako vliv je uvádí mnoho hardrockových, punkových, power popových a mod kapel. The Who byli v roce 1990 uvedeni do Rock and Rollové síně slávy.
Skupina The Who se vyvinula z dřívější skupiny Detours a etablovala se jako součást hnutí pop art a mod, kde využívala autodestruktivní umění ničením kytar a bicích na pódiu. Jejich první singl jako The Who, „I Can't Explain“ (1965), se dostal do britské první desítky a následovala řada hitů včetně „Anyway, Anyhow, Anywhere“, „My Generation“ (obě z roku 1965), „Substitute“, „I'm a Boy“, „Happy Jack“ (všechny z roku 1966) a „Pictures of Lily“ (1967). V roce 1967 vystoupili na Monterey Pop Festivalu a vydali „I Can See for Miles“, svůj jediný singl v americké první desítce. Koncepční album skupiny Tommy z roku 1969 obsahovalo singl „Pinball Wizard“ a mělo kritický i komerční úspěch.
Další festivalová vystoupení ve Woodstocku a na ostrově Wight, spolu s koncertním albem Live at Leeds (1970), upevnila jejich reputaci respektované rockové kapely. Úspěch vyvinul tlak na hlavního skladatele Townshenda a od pokračování alba Tommy, Lifehouse, se upustilo. Písně z projektu tvořily album Who's Next (1971), včetně hitů „Won't Get Fooled Again“, „Baba O'Riley“ a „Behind Blue Eyes“. Skupina vydala další koncepční album Quadrophenia (1973) jako oslavu svých modových kořenů a dohlížela na filmovou adaptaci alba Tommy (1975). Po vydání alba The Who by Numbers (1975) pokračovali v koncertování pro velké publikum, než se na konci roku 1976 částečně stáhli z živých vystoupení. Vydání alba Who Are You (1978) bylo zastíněno Moonovou smrtí krátce poté.
Moona nahradil Kenney Jones a skupina obnovila turné. V roce 1979 vydali filmovou adaptaci alba Quadrophenia a retrospektivní rockový dokument The Kids Are Alright. Počátek 80. let přinesl další dvě alba, Face Dances (1981) a It's Hard (1982), a další úspěšná světová turné, ačkoli Townshend se v tomto období skupinou omrzel a v roce 1983 se oficiálně rozpadli. The Who se občas znovu sešli pro živá vystoupení, jako například Live Aid v roce 1985, turné k 25. výročí v roce 1989 se Simonem Phillipsem na bicí a turné Quadrophenia v letech 1996–1997 se Zakem Starkeym na bicí. Plné shledání začalo v roce 1999 se Starkeym jako bubeníkem. Po Entwistlově smrti v roce 2002 byly plány na nové album odloženy až do roku 2006 s albem Endless Wire. Od Entwistlovy smrti skupina The Who nadále oficiálně vystupuje a koncertuje jako duo Daltrey a Townsend, doplněné bubeníky Starkeym (do roku 2025) a Scottem Devoursem (od roku 2025), basisty Pinem Palladinem (2002–2016) a Jonem Buttonem (od roku 2017) a Peteovým bratrem, kytaristou Simonem Townshendem. V roce 2019 skupina vydala své dvanácté studiové album Who a album podpořila turné Moving On! se symfonickým orchestrem.

## Historie

### 1960–1969
V roce 1962 se v londýnské Acton County Grammar School seznámili Pete Townshend a John Entwistle a založili kapelu The Confederates. Townshend hrál na banjo a Entwistle na lesní roh. Poté se Entwistle seznámil s Rogerem Daltreym, který mu nabídl místo ve své kapele The Detours, kterou založil rok předtím. Po pár týdnech se k nim připojil i Townshend. Kapela měla pět členů - Colin Dawson zpíval, Daltrey hrál na kytaru, Entwistle na basovou kytaru, Townshend na rytmickou kytaru a Doug Sandom na bicí. Po odchodu Dawsona se stal Daltrey hlavním zpěvákem a Townshend výhradním kytaristou. Když usilovali o nahrávací smlouvu, bylo jim řečeno, že potřebují nového bubeníka a vlastní skladby ve stylu The Beatles nebo The Rolling Stones. V roce 1964 opustil Sandom kapelu a ta si na zbývající naplánované koncerty najala provizorního bubeníka. Na jednom z nich oslovil Daltreyho Keith Moon a řekl mu: "Slyšel jsem, že hledáte nového bubeníka. No, já jsem lepší než ten, kterého máte." Když mu hned na onom koncertě byla dána příležitost zahrát na bicí, Moon svůj výrok obhájil a kapela ho přijala mezi sebe.
V únoru 1964 slyšel Entwistle o kapele, která se také jmenovala The Detours. Na návrh Townshendova spolubydlícího Richarda Barnese si změnili název na The Who. Nicméně, během léta 1964 si pod vedením Petea Meadena změnili název na The High Numbers. Vydali singl "Zoot Suit"/"I'm the Face", který propadl, a kapela se vrátila zpět k názvu The Who. Meaden byl nahrazen manažery Kitem Lambertem a Chrisem Stampem.
Měli velkou podporu místních, ale potřebovali se nějak odlišit od spousty dalších ambiciózních londýnských kapel. Během jednoho vystoupení v červnu 1964 Townshend omylem zlomil krk kytary o nízký strop a nakonec na pódiu rozmlátil nástroj úplně. Vzal si další kytaru a pokračoval v koncertě. Asi o týden později došly Townshendovi kytary, a tak převrhl zesilovače Marshall. Aby Moon nezůstal pozadu, zničil svoje bicí. Tento incident se podle magazínu Rolling Stone stal jendím z "50 momentů, které změnily rock'n'roll". V kapele se stal hlavním skladatelem a tvůrčí silou Townshend. Entwistle, Daltrey a Moon také přispěli několika písněmi.

#### Rané singly aMy Generation
Americký hudební producent Shel Talmy byl producentem několika nadějných nových kapel, včetně The Who. V roce 1965 vyprodukaval jejich první šlágr "I Can't Explain", který byl ovlivněný hudbou The Kinks (jejichž producentem byl také Talmy). Píseň se dostala do Top 10 ve Spojeném království. Po ní následoval singl "Anyway, Anyhow, Anywhere", což byla píseň, na níž se skladatelsky podíleli Townshend s Daltreym.
Debutové album My Generation (v USA vydané jako The Who Sings My Generation) bylo vydáno na konci roku 1965. Obsahovalo "The Kids Are Alright" a titulní skladbu "My Generation", což byla jedna z prvních písní se sólem na basovou kytaru. Následovaly další hity jako "Substitute" o mladíkovi, který se cítí jako podvodník, "I'm a Boy" o chlapci, kterého oblékají jako děvče, "Happy Jack" o mentálně narušeném mladíkovi a "Pictures Of Lily" o mladíkovi upnutém na svůj plakát spoře oděné dívky, který mu dal jeho otec. Rané singly, všechny napsané Townshendem, obsahují motivy sexuálního napětí a silných obav dospívání.

#### A Quick OneandThe Who Sell Out

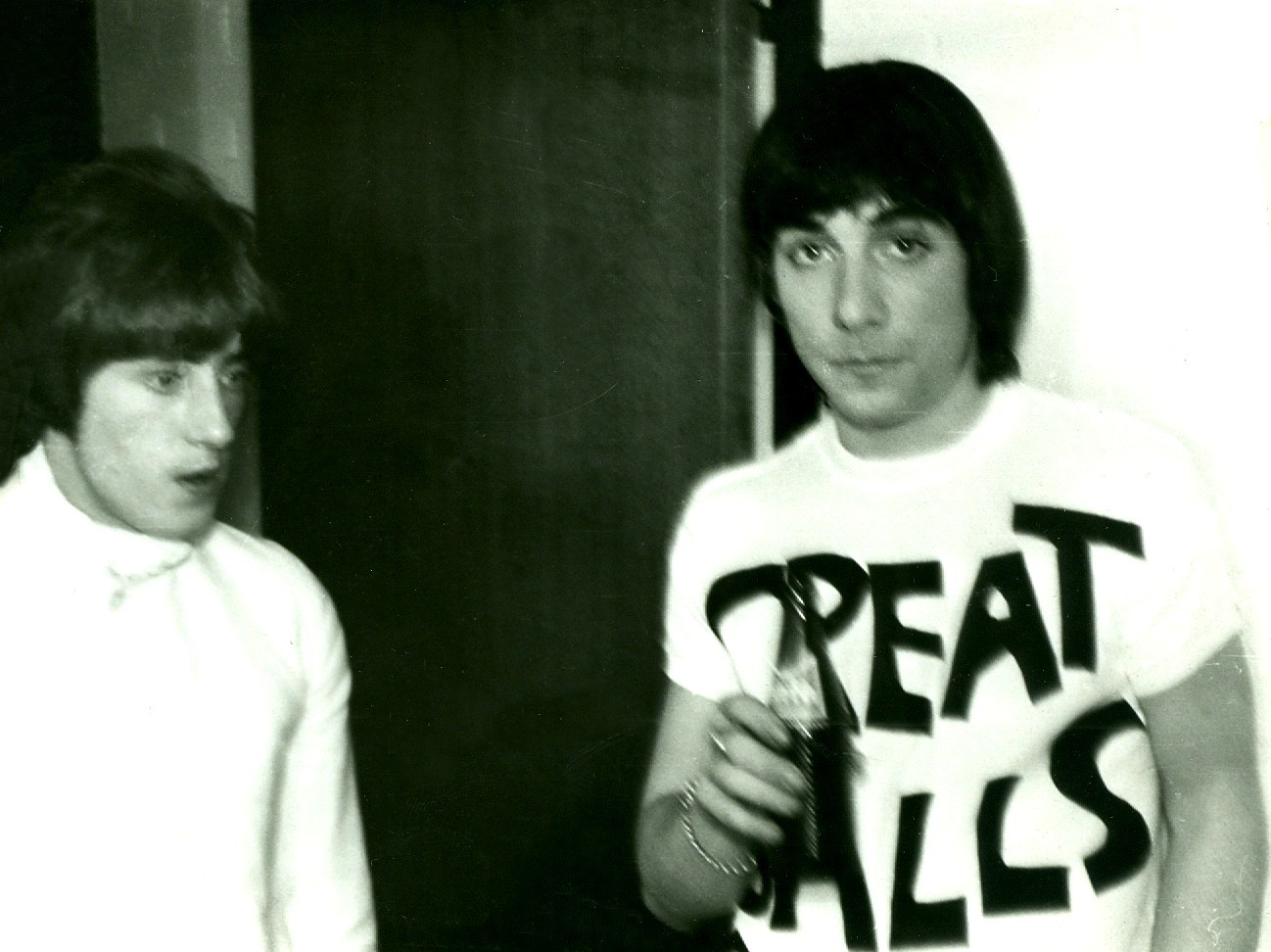
Roger Daltrey a Keith Moon, 1967

Ačkoliv měla kapela se singly úspěch, Townshend chtěl, aby byla jejich alba více než jen sbírka písní. V roce 1966 vyšlo album A Quick One (v USA nazvané Happy Jack), o kterém se zmiňovali jako o mini-opeře.
Po A Quick One následoval singl "Pictues Of Lily" a konceptuální album The Who Sell Out ve stylu pirátských rádií, které obsahovalo zábavné znělky a reklamy. Obsahovalo také například malou rockovou operu "Rael" a skladbu "I Can See for Miles". Tentýž rok také rozbili své nástroje na Monterey Pop Festival a toto jednání zopakovali i v televizním pořadu The Smothers Brothers Comedy Hour, kde nechal Moon explodovat svoje bicí. Podplatil technika, který naplnil bicí soupravu nadměrným množstvím výbušnin. Následná exploze byla silnější, než kdokoliv očekával, včetně Moona samotného. O pár let později, během natáčení dokumentárního filmu The Kids Are Alright, Townshend tvrdil, že mu tato událost způsobila tinnitus.

#### Tommy
V roce 1968 byli The Who hlavní hvězdou na prvním Schaefer Music Festivalu v Central Parku v New Yorku a vydali singl "Magic Bus". V prosinci se se svojí mini-operou "A Quick One While He's Away" zúčastnili natáčení pro The Rolling Stones Rock and Roll Circus. Tentýž rok také Townshend poskytl rozhovor pro Rolling Stone, kde prohlásil, že pracuje na standardně dlouhé rockové opeře. Tím měl na mysli Tommyho, první dílo uváděné jako rocková opera a mezník moderní hudby.
V této době ovlivnil na mnoho dalších let Townshendovu skladatelskou činnost Meher Baba a je uváděn jako Tommyho avatár. Kromě toho se Tommy stal velkým hitem.
Ten rok hráli The Who na Woodstocku, kde trvali na tom, aby jim bylo zaplaceno předtím, než půjdou na pódium a zahrají většinu Tommyho. Během jejich vystoupení se na pódium dostal Abbie Hoffman, vedoucí představitel Yippies, a organizátor koncertu Michael Lang. Hoffman byl pod vlivem LSD. Vyskočil na pódium, zmocnil se mikrofonu a snažil se obeznámit veřejnost s případem Johna Sinclaira, který byl odsouzen k deseti letům vězení za to, že agentovi protidrogového oddělení v utajení poskytl dvě cigarety marihuany. Townshend ho praštil se svojí kytarou a Hoffman spadl z pódia a zmizel v davu.

### 1970–1979

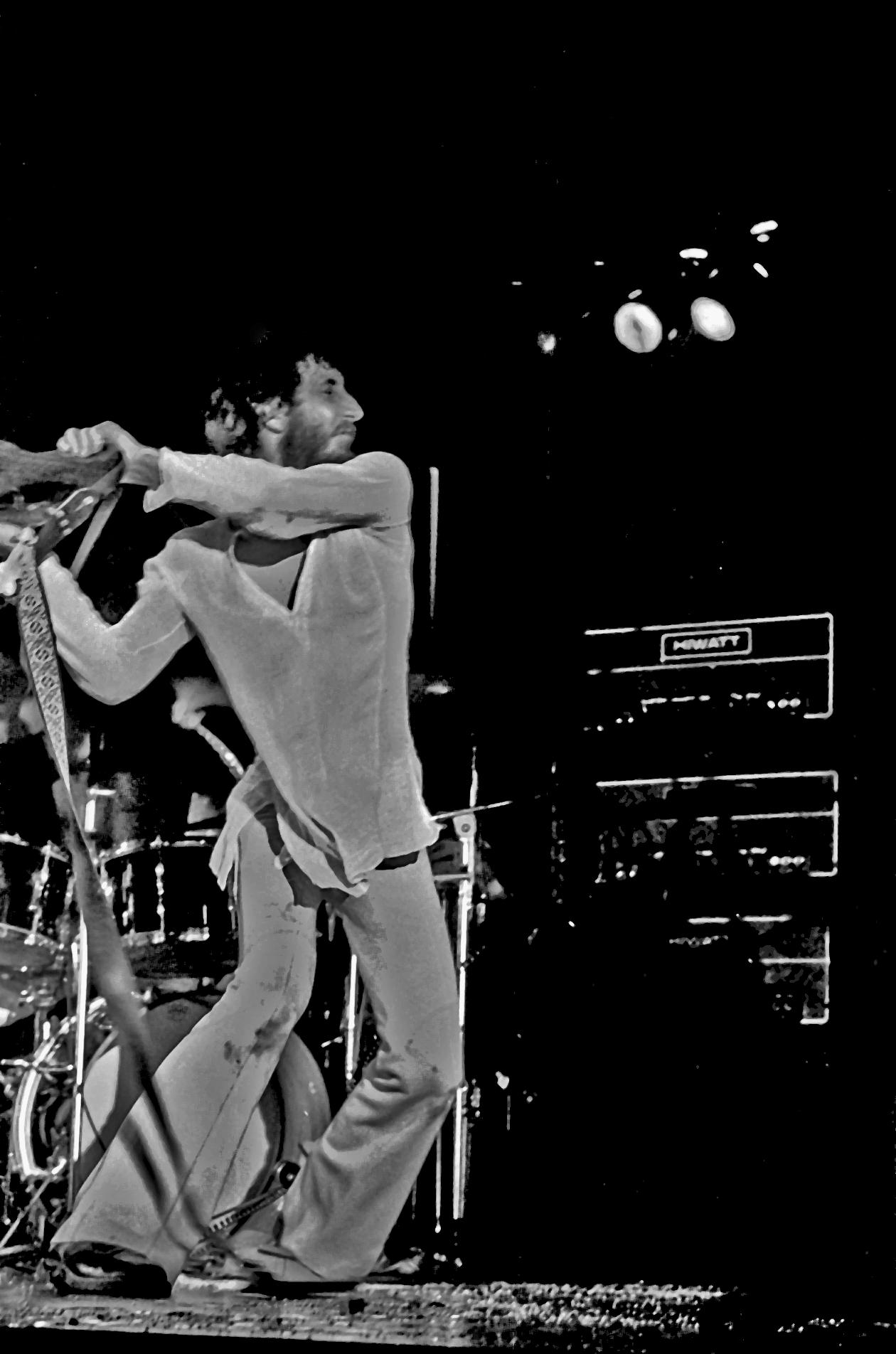
Townshend rozbíjí svoji kytaru při koncertu The Who v Ernst-Merck-Halle v Hamburku, 12. srpna 1972

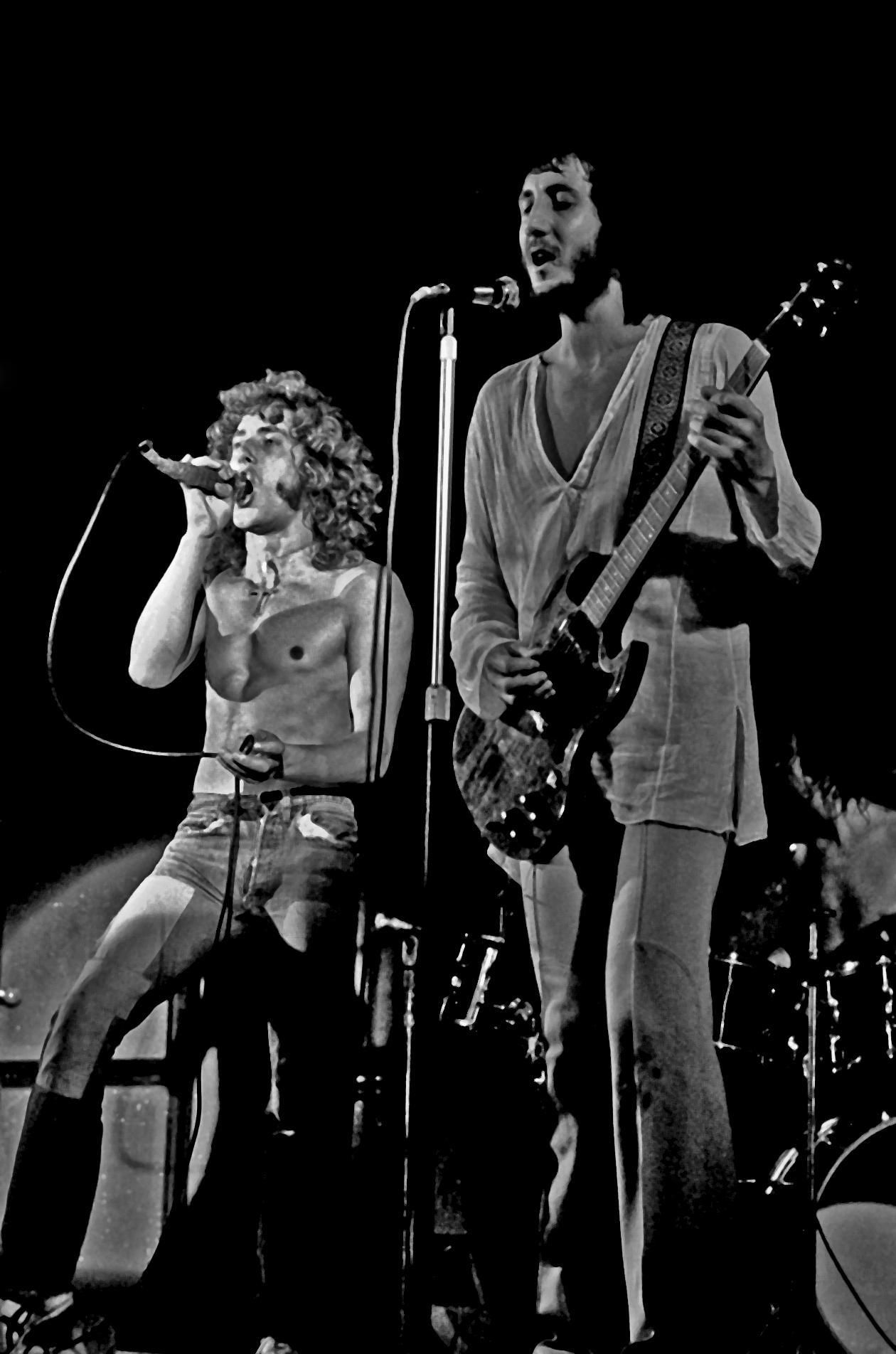
Roger Daltrey, vlevo, a Pete Townshend v Hamburku, 1972

#### Live at Leeds
1. ledna 1970 kapela vystoupila v pořadu BBC Pop Go To Sixties, živě vysílaném na BBC1, kde zahrála "I Can See For Miles". V únoru nahrála Live at Leeds, mnoha kritiky označované za nejlepší živé rockové album všech dob. Koncert na univerzitě v Leedsu byl součástí turné k Tommymu, v rámci kterého se The Who stali prvním rockovým interpretem, který vystoupil v Metropolitní opeře v New Yorku. V březnu vydali hit "The Seeker".

#### LifehouseaWho's Next
V březnu 1971 začala kapela nahrávat dostupný materiál k Lifehousu, Townshendově rockové opeře, s Kitem Lambertem v New Yorku a nahrávání pokračovalo v březnu s Glynem Johnsem. Část nahraného materiálu a jedna s ním nesouvisející Entwistlova skladba byly vydány jako tradiční studiové album Who's Next. Podle kritiků a fanoušků jde o nejúspěšnější album The Who. Umístilo se na čtvrtém místě americké popové hitparády a na prvním místě ve Spojeném království. Dvě skladby z tohoto alba, "Baba O'Riley" a "Won't Get Fooled Again", jsou jedny z prvních příkladů užití syntetizátoru v rockové hudbě. Syntezátory ale můžeme slyšet i na jiných skladbách na tomto albu, jako je "Bargain", "Going Mobile" a "The Song Is Over". V říjnu vydali The Who hit "Lets See Action". V roce 1972 vydali singl "Join Together" a "Relay".

#### QuadropheniaaBy Numbers
Po Who's Next následovala Quadrophenia, druhá dokončená dvojdisková rocková opera The Who. Příběh je o chlapci Jimmym, který se snaží zjistit svoji vlastní identitu, jeho rodiny a dalších. Součástí příběhu jsou i potyčky mezi Mods a Rockers začátkem šedesátých let ve Spojeném království, zejména v Brightonu.

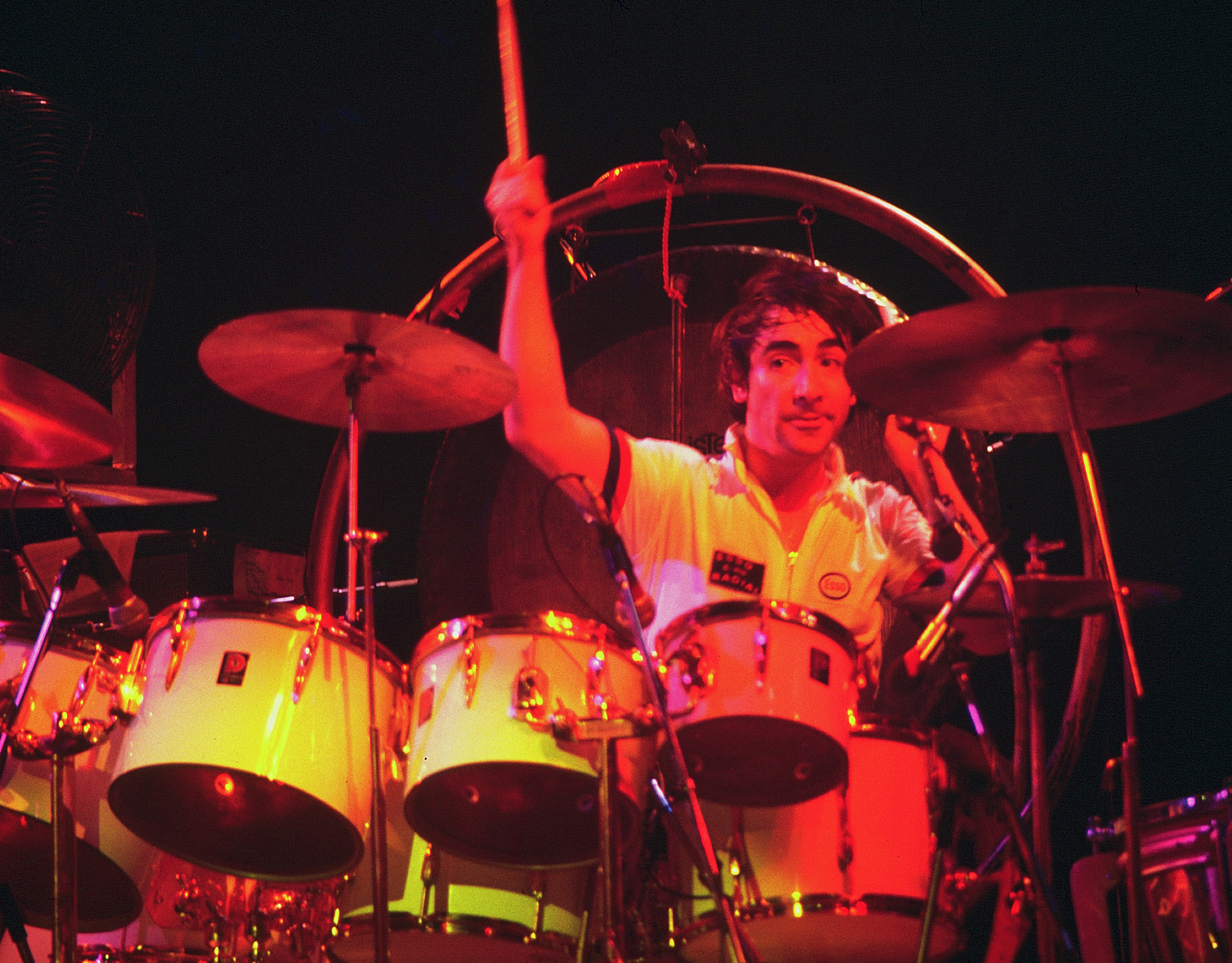
Moon v roce 1975

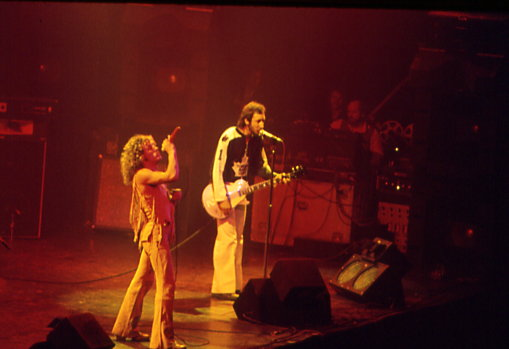
Daltrey a Townshend, 21. října 1976, Maple Leaf Gardens, Toronto, Ontario

V roce 1974 vydali The Who album Odds & Sods, které obsahovalo několik skladeb z předčasně ukončeného projektu Lifehouse. Jejich album z roku 1975, The Who by Numbers, obsahovalo introspektivní skladby odlehčené hitem "Squeeze Box". Někteří kritici považovali By Numbers za Townshendův dopis na rozloučenou. Filmová verze Tommyho vydaná toho roku byla režírovaná Kenem Russellem, v hlavní roli se objevil Daltrey a Townshendovi vynesla nominaci na Academy Award za původní hudbu. 6. prosince 1975 vytvořili The Who rekord za největší koncert konaný pod střechou v Pointiac Silverdome, kterého se zúčastnilo 75 962 lidí. 31. května 1976 zahráli v Londýně koncert, který byl minimálně deset let zapsán v Guinnessově knize rekordů jako nejhlasitější koncert na světě s hlasitostí více než 120dB.

#### Who Are Youa Moonova smrt
18. srpna 1978 vydala kapela Who Are You. Úspěch alba byl zastíněn Moonovou smrtí. Moon zemřel ve spánku 7. září po nadměrné dávce Heminevrinu - který mu byl předepsán pro potlačení abstinenčních příznaků alkoholu - pár hodin po večírku u Paula McCartneyho. V kapele ho nahradil Kenney Jones, známý z kapel The Small Faces a The Faces.
2. května 1979 se kapela vrátila na pódium koncertem v Rainbow Theatre v Londýně. Na jaře a v létě následovaly vystoupení na Filmovém festivalu v Cannes ve Francii, ve Skotsku, na stadionu Wembley v Londýně, v Západním Německu, v Capitol Theatre v Passaic v New Jersey a pět koncertů v Madison Square Garden v New York City.
V roce 1979 vydali The Who také dokumentární film The Kids Are Alright a filmovou verzi Quadrophenie, pozdější kasovní trhák ve Spojeném království. V prosinci se The Who stali třetí kapelou, po The Beatles a The Band, která se objevila na obálce magazínu Time.

#### Tragédie v Cincinnati
V roce 1979 vyrazili The Who na menší turné po Spojených státech, které bylo poznamenáno tragédií. 3. prosince 1979 v Riverfront Coliseum v Cincinnati ve státě Ohio zemřelo v davové tlačenici 11 fanoušků a bylo zraněno 26 dalších. Částečně se tak stalo kvůli tomu, že místa v hledišti nebyla rezervovatelná - ti, kdo se dostanou do haly první, získají nejlepší místo. Kromě toho spousta fanoušků, kteří čekali venku, omylem pokládala zvukovou zkoušku kapely za skutečný začátek koncertu a pokusila se natlačit dovnitř. Protože byla otevřena jen část vchodu, vytvořilo se zde zúžené místo, kam se snažily dostat tisíce fanoušků, a někteří byli ušlapáni.
Kapela o tom nebyla informována, dokud koncert neskončil, protože se čelní představitelé města obávali dalších davových problémů, kdyby byl koncert zrušen. Kapela byla hluboce otřesena, když se o incidentu dozvěděla, a vyžádala si na příštích koncertech výpomoc pro zvýšení bezpečnosti. Následující večer v Buffalu Daltrey prohlásil, že kapela "minulou noc ztratila část svojí rodiny a tenhle koncert je pro ně".

### 1980–1989

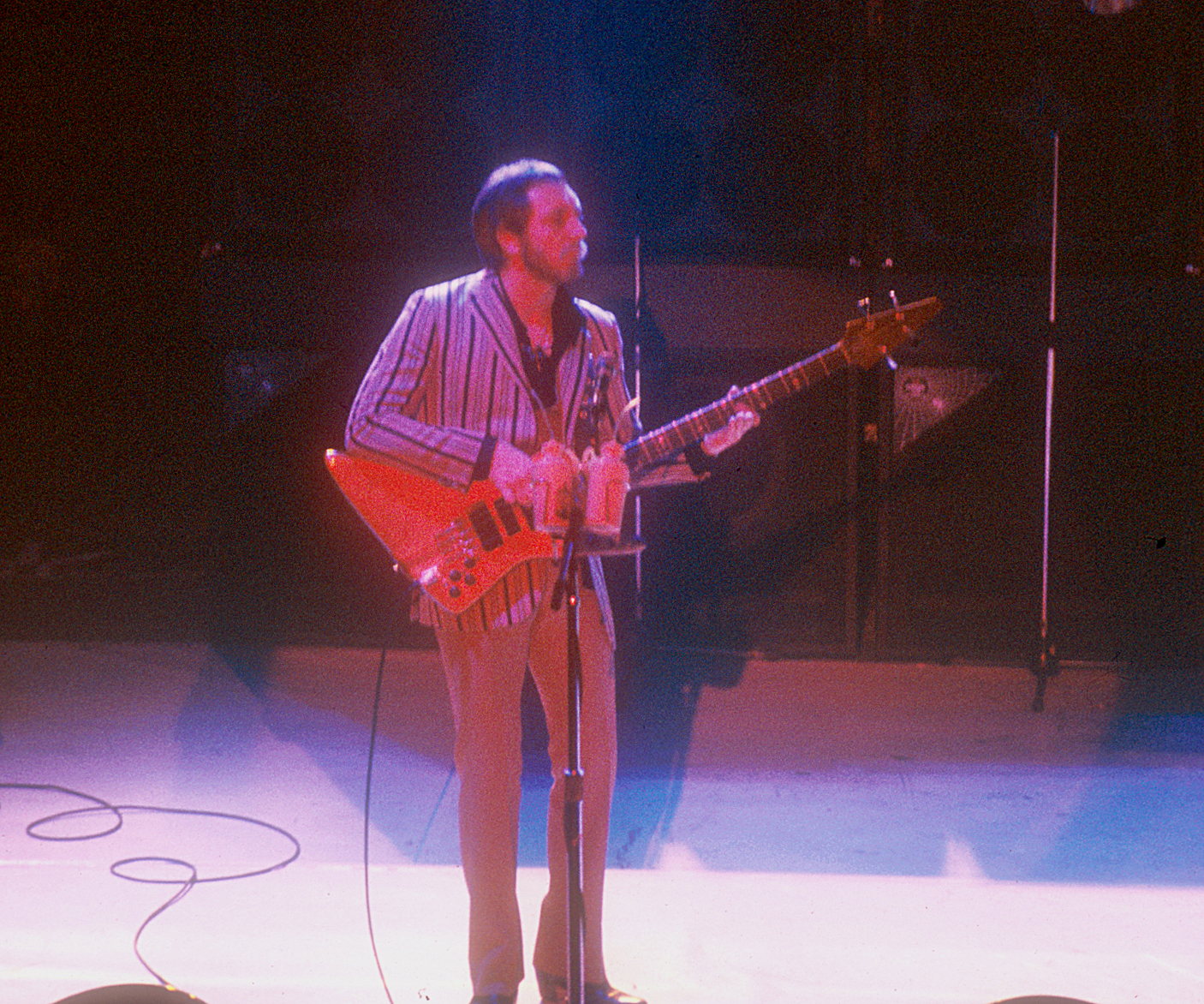
John Entwistle na koncertě The Who v Manchester Apollo, 1981

#### Změna a rozpad
Kapela vydala s Jonesem za bicími dvě studiová alba, Face Dances (1981) a It's Hard (1982). Ačkoliv se obě alba prodávala velmi dobře a It's Hard získalo v magazínu Rolling Stone pětihvězdičkové hodnocení, někteří fanoušci nepřijali nový zvuk kapely dobře. Townshendův život byl v krizi - jeho manželství se rozpadlo kvůli neustálým turné The Who. Začal nadměrně pít a stal se závislým na heroinu, což kvůli jeho předchozímu protidrogovému postoji šokovalo i jeho nejbližší přátele. V roce 1982 se uzdravil a The Who vyjeli na své "rozlučkové" turné po Spojených státech a Kanadě. Obsahovalo dva koncerty v Shea Stadium v New Yorku 12. a 13. října a skončilo v Torontu 17. prosince. Townshend prohlásil, že chtěl ještě jednou vyjet na turné předtím, než se z The Who stane studiová kapela. Bylo to nejvýdělečnější turné roku s vyprodanými hledišti po celé Severní Americe.
Townshend strávil část roku 1983 snahou napsat materiál pro studiové album, které stále dlužil Warner Bros. Records díky smlouvě z roku 1980. Nicméně koncem roku 1983 se Townshend prohlásil za neschopného vytvořit materiál vhodný pro The Who, v prosinci oznámil odchod z kapely a Daltreymu, Entwistleovi a Jonesovi popřál všechno nejlepší, pokud by pokračovali bez něj. Poté se zaměřil na sólové projekty, jako například White City: A Novel, The Iron Man a Psychoderelict.

#### Reuniony
V červenci 1985 se The Who - včetně Kenneyho Jonese - znovu sešli na koncertě Live Aid Boba Geldofa na stadionu Wembley v Londýně. Přenosový vůz BBC vyhodil na začátku "My Generation" pojistky, což znamenalo kompletní ztrátu obrazu, ale kapela hrála dál. To způsobilo, že většina videozáznamu "My Generation" a "Pinball Wizard" nebyla přenášena do světa, ale zvuková stopa "Pinball Wizard" a ostatních písní byla přenášena rádiem. Přenos pokračoval s "Love Reign O'er Me" a "Wont Get Fooled Again".
V roce 1988 na BRIT Awards, které se konalo v Royal Albert Hall, byla kapela oceněna British Phonographic Industry Cenou za celoživotní dílo (Lifetime Achievement Award). The Who na ceremoniálu zahráli krátký soubor 3 skladeb. V roce 1989 vyjeli k příležitosti 25. výročí The Kids Are Alright na reunion turné, které obsahovalo převážně skladby z Tommyho. Simon Phillips hrál na bicí, Steve "Boltz" Bolton hlavní kytaru a Townshend se přesunul na akustickou kytaru, aby zminimalizoval poškození sluchu. Po celé Severní Americe byly koncerty vyprodané, včetně čtyř vystoupení v Giants Stadium. Na jejich dva koncerty v Sullivan Stadium ve Foxboro Massachusetts bylo prodáno 100 000 lístků za méně než 8 hodin, čímž překonali předchozí rekordy U2 a Davida Bowieho. Celkově bylo prodáno přes dva miliony lístků.

### 1990–1999

#### Částečné reuniony
V roce 1990 vydali dvojdiskové živé album Join Together. Ten samý rok, hned jak to bylo možné, byli uvedeni U2 do Rock and Roll Hall of Fame. Při té příležitosti Bono řekl: "The Who jsou našimi vzory více, než kterákoliv jiná kapela."
V roce 1991 nahráli The Who cover "Saturday Night's Alright for Fighting" od Eltona Johna pro tribute album Two Rooms: Celebrating the Songs of Elton John & Bernie Taupin. To bylo naposledy, co nahrávali nějakou novou studiovou nahrávku s Entwistlem. V roce 1994 oslavil Daltrey padesáté narozeniny dvěma koncerty v Carnegie Hall, kde hráli jako hosté Entwistle s Townshendem. Ačkoliv byli všichni tři přítomni, na pódiu se objevili společně až na konci koncertu při "Join Together" s dalšími hosty. Daltrey ten rok vyjel na turné s Entwistlem, s klávesistou Johnem "Rabbitem" Bundrickem, bubeníkem Zakem Starkeym a Simonem Townshendem, který hrál na kytaru místo svého bratra.

#### RevivalQuadrophenie
V roce 1996 vystoupili Townshend, Entwistle, Daltrey, Starkey a jejich hosté v Hyde Parku, kde zahráli Quadrophenii. Komentář k vystoupení četl Phil Daniels, který hrál Moda Jimmyho ve filmu. Navzdory technickým problémům byl koncert úspěšný a následovala jej šestidenní štace v Madison Square Garden. Townshend hrál výhradně na akustickou kytaru. Koncerty nebyly uváděny jako akce The Who. Úspěch Quadrophenie vyústil v turné po Spojených státech a Evropě v letech 1996 a 1997. Townshend hrál většinou na akustickou kytaru, ale při vybraných skladbách i na elektrickou kytaru. V roce 1998 zařadila VH1 The Who mezi 100 nejvýznamnějších umělců rock'n'rollu.
Na konci 90. let hráli The Who poprvé od roku 1985 jako pětičlenná formace, s klávesistou Bundrickem a bubeníkem Starkeym. První koncert se odehrál 29. října 1999 v Las Vegas v MGM Grand Garden Arena; 30. a 31. října koncertovali akusticky na Bridge School Benefit Neila Younga v Shoreline Amphitheatre v Mountain View v Kalifornii. Poté zahráli 12. a 13. listopadu v House of Blues v Chicagu benefiční koncert pro Maryville Academy. 22. a 23. prosince vystoupili na vánočním charitativním koncertě v Shepherd's Bush Empire v Londýně. Toto byly od roku 1982 první koncerty, na kterých hrál Townshend po celou dobu na elektrickou kytaru. Vystoupení v Las Vegas z 29. října bylo částečně vysílané v televizi a na internetu a později vyšlo na DVD The Vegas Job. Recenze na tyto koncerty byly kladné.

### 2000–2010

#### Koncerty pro charitu a Entwistleova smrt
Po úspěšném návratu v roce 1999 se The Who vydali v roce 2000 na turné po Spojených státech a Spojeném království. Turné začalo 6. června charitativním koncertem pro Robin Hood Foundation v Jacob K. Javits Convention Center v New Yorku a skončilo 27. listopadu v Royal Albert Hall charitativním koncertem pro Teenage Cancer Trust. Téhož roku zařadila VH1 The Who na osmé místo v žebříčku 100 nejvýznamnějších umělců hard rocku. 20. října 2001 hrála kapela, s bubeníkem Zakem Starkeym, na koncertě The Concert for New York City v Madison Square Garden, kde zahráli "Who Are You", "Baba O'Riley", "Behind Blue Eyes" a "Won't Get Fooled Again". Koncert byl věnován rodinám hasičů a policistů, kteří zemřeli ve Světovém obchodním centru 11. září 2001. The Who byli také téhož roku oceněni cenou Grammy za celoživotní dílo.
V roce 2002 zahráli The Who pět koncertů v Anglii; 27. a 28. ledna v Portsmouthu, 31. ledna ve Watfordu a 7. a 8. března pro Teenage Cancer Trust v Royal Albert Hall. Tyto koncerty byly poslední, na kterých hrál Entwistle s The Who. Ráno 27. června, těsně před začátkem jejich amerického turné, byl Entwistle v Hard Rock Hotelu v Las Vegas nalezen mrtvý. Příčinou byl infarkt, na kterém se podílel také kokain. Po krátkém otálení a dvou zrušených koncertech začalo turné v Hollywood Bowl s basistou Pinem Palladinem jako Entwistleovou (dlouhodobou - až do r. 2016) náhradou. Většina koncertů byla oficiálně vydána na CD jako Encore Series 2002. V září časopis Q označil The Who jako jednu z "50 kapel, které musíte slyšet, než zemřete". V listopadu 2003 se sedm alb od The Who umístilo v seznamu magazínu Rolling Stone 500 nejlepších alb všech dob, což bylo více, než dosáhl jakýkoliv jiný umělec s výjimkou The Beatles, The Rolling Stones, Boba Dylana a Bruce Springsteena.
V roce 2004 vydali The Who písně "Old Red Wine" a "Real Good Looking Boy" (s basisty Pinem Palladinem a Gregem Lakem, v tomto pořadí) jako součást sbírky singlů Then and Now a vyjeli na turné, které obsahovalo 18 koncertů a na kterém hráli v Japonsku, v Austrálii, ve Spojeném království a ve Spojených státech. Všechny koncerty byly vydány na CD jako součást Encore Series 2004. Kapela byla také hlavní hvězdou na Isle of Wight Festival (záznam koncertu vyšel později na CD a DVD/Bluray). Toho roku také časopis Rolling Stone zařadil The Who na 29. místo na svůj seznam 100 nejvýznamnějších umělců všech dob.

#### Endless Wire

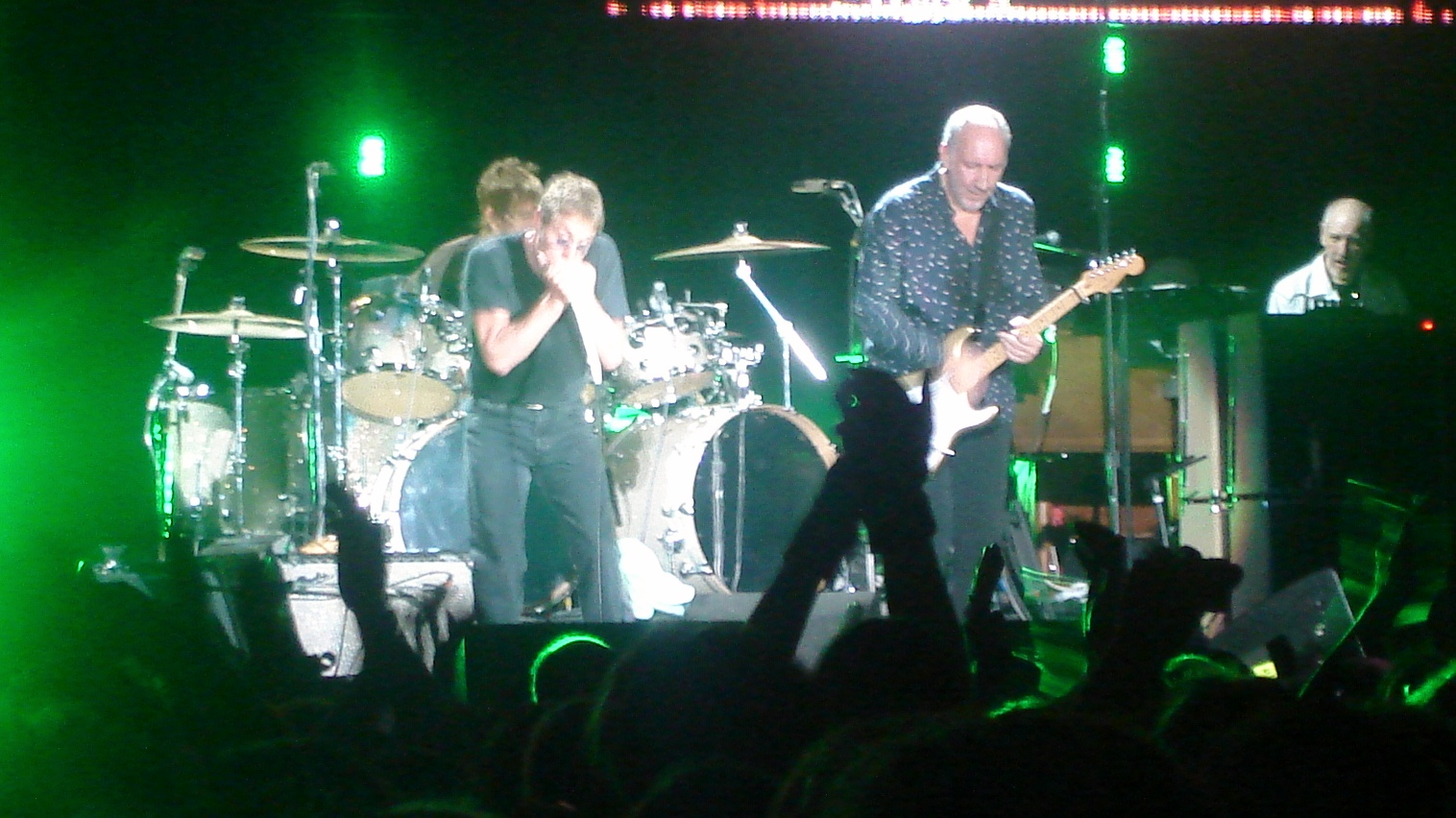
The Who na turné v roce 2007. Zleva: Zak Starkey, Daltrey, Townshend a John "Rabbit" Bundrick

The Who oznámili, že v na jaře 2005 vyjde jejich první studiové album po 23 letech (předběžně nazvané WHO2). Townshend pokračoval v práci na albu a na svém blogu zveřejnil novelu The Boy Who Heard Music. Z té se vyvinula mini-opera Wire & Glass, která vytvořila jádro nového alba The Who a později řádné opery, kterou Townshend představil na Vassar College.
V červenci 2005 hráli The Who na londýnské části koncertu Live 8. The Who byli také téhož roku uvedeni do Britské hudební síně slávy (UK Music Hall of Fame). V roce 2006 byli The Who prvními, kdo obdržel cenu Freddie Mercury Lifetime Achievement Award v rámci Vodafone music awards.
Endless Wire bylo vydáno 30. října 2006 (31. října ve Spojených státech). Bylo to první řádné studiové album od It's Hard z roku 1982 a obsahovalo první mini-operu od "Rael" z alba The Who Sell Out z roku 1967. V předvečer dne, kdy album vyšlo (29. října), zahráli The Who část mini-opery a několik písní živě v závěru BBC Electric Proms v Roundhouse v Londýně.
Ještě před vydáním alba (na jeho podporu) vyjeli The Who na turné, které probíhalo v letech 2006 a 2007. Koncerty byly vydány na CD a DVD jako součást Encore Series 2006 a 2007. Starkeymu bylo nabídnuto oficiální členství v Oasis v dubnu 2006 a v The Who v listopadu 2006, ale odmítl s tím, že raději rozdělí svůj čas mezi obě kapely. 24. června 2007 byli The Who jednou z hlavních hvězd na programu festivalu Glastonbury.

#### Amazing Journey
V listopadu 2007 byl vydán dokumentární film Amazing Journey: The Story of The Who. Ten obsahuje záběry, které nebyly v dřívějších dokumentech, včetně filmového záznamu vystoupení na univerzitě v Leeds z roku 1970 a vystoupení ještě jako The High Numbers v Railway Hotelu z roku 1964. Amazing Journey byl v roce 2009 nominován na Grammy Award. The Who byli vyznamenáni na VH1 Rock Honors v roce 2008. Nahrávání koncertu se uskutečnilo 12. července a 17. července následovalo televizní vysílání. Ten samý týden vyšla best-of kolekce 12 písní pro hru Rock Band. Během E3 Media and Business Summit v roce 2008 vystoupili The Who na Rock Band party v Orpheum Theater. V říjnu 2008 vyjeli na turné, v rámci nějž navštívili čtyři japonská a devět severoamerických měst. V prosinci byli The Who oceněni na Kennedy Center Honors.
Na začátku roku 2009 byli na turné v Austrálii a na Novém Zélandu. V srpnu Townshend na webových stránkách The Who oznámil, že pracuje na novém muzikálu nazvaném Floss, který je o stárnoucím rockerovi známém jako "Walter", a že některé skladby z tohoto muzikálu se mohou objevit na budoucím albu The Who.
7. února 2010 hráli The Who na Super Bowl XLIV.

#### Quadrophenia Live
V březnu 2010 odehráli pro Teenage Cancer Trust charitativní koncert v Royal Albert Hall. K tomu účelu obnovili koncertní provedení Quadrophenie, velmi podobné jako při turné 1996/97. Poté následovaly dva roky bez dalších aktivit, s výjimkou krátkého vystoupení na charitativním koncertu Kill Cancer v lednu 2011, kde se skupinou naposledy koncertoval klávesista John "Rabbit" Bundrick.
The Who byli 12. 8. 2012 posledním interpretem na závěrečném ceremoniálu Letních olympijských her 2012, kde zahráli medley ze skladeb "Baba O'Riley", "See Me, Feel Me" a "My Generation".
Úspěch rockové opery Quadrophenia v Royal Albert Hall a blížící se 40. výročí jejího vzniku inspirovaly The Who k jejímu živému provedení na turné v Severní Americe a Evropě v letech 2012-13. Sestava se opět rozrostla o další 3 klávesové hráče (Frank Simes, John Corey, Loren Gold) a 2 dechaře (Dylan Hart, Reggie Grisham). Kapela se snažila Quadrophenii reprodukovat bez vstupů dalších hostů a Daltrey (v dobré pěvecké kondici) s Townshendem odzpívali většinu partů. Zajímavým zpestřením bylo začlenění videozáznamů zesnulých původních členů kapely "hrajících" opět se svými kolegy (Entwistlovo basové sólo v písni 5:15 a Moonův zpěv v písni Bell Boy). Ve druhé části turné trpěl bubeník Zak Starkey problémy se zánětem šlachy na ruce a během několika koncertů v USA a při evropském turné jej musel nahradit Scott Devours. Poslední koncert celé šňůry v londýnské Wembley Areně byl zaznamenán a vydán na CD a DVD/Bluray pod názvem Quadrophenia Live In London.

#### 50 let The Who
V roce 2014 skupina oslavila 50. výročí vzniku (resp. příchod K. Moona a přejmenování z Detours na The Who). Turné s názvem The Who hits 50 odstartovalo 30. 11. 2014 v Glasgow. Townshenda a Daltreyho doprovázela kromě tradičních spoluhráčů (tzv. Touring Who - Simon Townshend, Pino Palladino a Zak Starkey) i rozšířená sestava klávesistů z "výročního" turné. Kapela se v počáteční fázi (převážně britská část turné) snažila seznam masově známých hitů osvěžit uvedením písní, které dlouho nehrála (A Quick One While He's Away, Slip Kid, Squeeze Box, So Sad About Us, Pictures Of Lily, Cry If You Want a další). Během americké etapy turné však většinu z nich z repertoáru vypustila a koncerty se skládaly převážně z předvídatelné sady "best of". Po návratu do Evropy odehráli The Who 26. června 2015 koncert v londýnském Hyde Parku, který byl zfilmován a promítán v kinech. Následně byl vydán na CD a DVD/Bluray (The Who - Live In Hyde Park). O dva dny později vystoupili opět (po 8 letech) na festivalu v Glastonbury.
Podzimní šňůru bylo nutné odložit, protože Daltrey onemocněl virovou meningitidou a nad budoucností kapely se dlouho vznášel otazník. Po jeho uzdravení obnovila kapela koncertování vystoupením v únoru 2016 v londýnské Wembley Areně a pokračovala dalšími etapami turné v Severní Americe a Evropě. V říjnu (9. a 16.) se účastnila dvou víkendových "monstrkoncertů" rockových velikánů (Paul McCartney, Rolling Stones, Bob Dylan, Neil Young, Roger Waters) v kalifornské poušti (Indio, dějiště festivalů Coachela). Mezitím (12. října) odehrála svůj vůbec první koncert v Mexiku.

#### Tommy a útlum činnosti
Počátkem roku 2017 navnadila skupina fanoušky záměrem uvést v Royal Albert Hall během již tradičních vystoupení na charitativních koncertech pro Teenage Cancer Trust dva koncerty rockové opery Tommy, poprvé od "reunion tour" v roce 1989, a vůbec poprvé vcelku včetně písní, které z tohoto cyklu nikdy živě nehrála (Underture a Welcome). I následné koncerty během britské šňůry slibovaly provedení Tommyho, nebo alespoň jeho velké části. Koncerty plánované původně jako akustické byly nakonec provedeny v plné, elektrifikované sestavě. Palladina, který skupinu opustil a věnoval se sólovým projektům, nahradil nový baskytarista Jon Button. První provedení (30. března) působilo neuspokojivým, nesezkoušeným dojmem. Druhý koncert (1. dubna) již očekávání naplnil a jeho záznam našel cestu i k veřejnosti na oficiálně vydaném CD a DVD/Bluray Tommy Live at the Royal Albert Hall. Při následujících koncertech během britského turné se však z Tommyho hrál jen zhruba na polovinu seškrtaný výběr nejznámějších skladeb. Při americkém turné, jehož téměř polovinu tvořilo 6 "rezidenčních" koncertů v Caesar's Palace v Las Vegas, už se z Tommyho hrála opět jen obvyklá "svita" Amazing Journey/Sparks-Pinball Wizard-See Me, Feel Me/Listening To You. Zbytek koncertu tvořily hlavně osvědčené, předvídatelné hity.
Na podzim The Who poprvé navštívili Latinskou Ameriku, kde zahráli společně s dalšími kapelami na rockových festivalech v 5 městech (3x v Brazílii, v Chile a v Argentině). Splacením tohoto dluhu jihoamerickému publiku se jejich koncertní aktivita na dva roky uzavřela.
Kapela ohlásila, že už se na rozsáhlejší koncertní turné vydávat nemíní a bude preferovat koncertování "rezidenčního" typu, jak tomu bylo v Las Vegas. Daltrey v roce 2018 absolvoval 2 šňůry: jednu s různými symfonickými orchestry, při které byl představen "symfonický" Tommy; druhou, při které s větší části spoluhráčů z "Touring Who" (Simon Townshend, Frank Simes, Jon Button, Scott Devours, Loren Gold) hrál převážně písně The Who s občasnými výlety do svého sólového repertoáru. Napsal také autobiografickou knihu Thanks a Lot Mr. Kibblewhite: My Story. Pete Townshend se věnoval přípravě muzikálu "The Seeker", který napsala jeho manželka Rachel Fuller.
V roce 2019 se The Who vrátili na koncertní pódia sérií cca třiceti koncertů provedených za doprovodu symfonického orchestru. Repertoár zahrnoval směsici osvědčených hitů. Jediným osvěžením bylo uvedení písně "Imagine a Man", kterou skupina dříve nikdy živě nehrála (Daltrey s orchestrem ovšem ano a pozitivní ohlasy z jeho sólových turné vedly zřejmě i k rozhodnutí uvést ji v již dostupné orchestraci i při koncertech s The Who). Jediný koncert turné na evropském kontinentu se odehrál 6. července na londýnském stadionu ve Wembley, kde kapela poprvé uvedla dvě nové písně z připravovaného alba ("Hero Ground Zero" a "Ball And Chain"). V září musela americké turné přerušit, když na koncertu v Houstonu (25.9.) přišel Daltrey o hlas. Turné dokončila devíti koncerty na západním pobřeží.
6. prosince 2019 vyšlo nové studiové album s názvem WHO, kterému se dostalo velmi příznivého kritického ohlasu. Nové Townshendovy písně (jednou skladbou přispěl i Peteův bratr, Simon Townshend) měly žádoucí údernost, inteligenci i jemnost, které Daltrey ve vynikající hlasové formě dokázal přesvědčivě podat. The Who nabídli nezpochybnitelný důkaz, že rozhodně nepatří do starého železa a stále dokáží své posluchače účinně oslovit. V Británii se umístilo v žebříčku alb na 3. pozici (ve Skotsku dokonce na 2.), v americkém žebříčku Billboard 200 se vyšplhalo na 2. místo a ve specializovaném žánrovém žebříčku US Top Rock Albums (Billboard) dobylo metu nejvyšší.
Jako symbolickou oslavu 50. výročí vydání živého alba Live at Leeds zahráli The Who v pozměněné sestavě 4 krátké akustické koncerty (12. a 14. února 2020, každý den odpolední a večerní koncert) v Kingstonu u Londýna. Naplánované turné opět s orchestrem na podporu nového alba ovšem překazila následná covidová karanténa, všechny termíny koncertů byly nejprve přesunuty na podzim a následně na rok 2021.
30. října 2020 vyšla dvoudisková Deluxe edice alba WHO s bonusovým remixem skladby "Beads On One String" a druhým diskem obsahujícím valnou většinu písní (7 z 9, mluvený úvod koncertu se jako samostatná skladba pochopitelně nepočítá) z posledního akustického koncertu v Kingstonu.
Vzhledem k pokračující pandemické situaci bylo turné v roce 2021 také zrušeno. Koncertní budoucnost The Who je v současnosti nejistá.

## The Who Films Ltd

### Tommy(1975)
The Who byla jedna z prvních kapel, která si dělala vlastní filmy. První film The Who byl Tommy (1975) inspirovaný jejich stejnojmennou rockovou operou z roku 1969. Objevilo se v něm mnoho hvězd jako Elton John, Oliver Reed a Ann Margret. Daltrey hrál "hluchého, němého a slepého chlapce" a Keith Moon zlého pedofilního strýčka Ernieho.

### Quadrophenia(1979)
Quadrophenia byla jejich druhým filmem, tentokrát inspirovaným jejich rockovou oprerou téhož jména. Hlavním protagonistou je Jimmy (Phil Daniels), který je Mod, bere amfetaminy a později má problémy s rodiči a také se svými přáteli. Film končí tím, že opouští subkulturu Mods.

### The Kids Are Alright(1979)
Tento film obsahuje nejlepší živá vystoupení The Who.

### McVicar(1980)
Třetí film The Who, McVicar, je založen na skutečných událostech. Roger Daltrey v něm hraje bankovního lupiče Johna McVicara a Adam Faith jeho kamaráda. Soundtrack tohoto filmu je Daltreyho sólovým albem, na němž se podíleli i ostatní členové The Who.

## Členové
Současní členové:
- Roger Daltrey – zpěv, kytara, harmonika, perkuse (1964–současnost)
- Pete Townshend – kytara, klávesy, syntezátory, zpěv (1964–současnost)

Dřívější členové:
- John Entwistle – baskytara, lesní roh, klávesy, zpěv (1964–2002)
- Doug Sandom – bicí (1964)
- Keith Moon – bicí, zpěv (1964–1978)
- Kenney Jones – bicí (1978–1988)

## Diskografie
Studiová alba:
- My Generation (1965)
- A Quick One (1966)
- The Who Sell Out (1967)
- Tommy (1969)
- Who's Next (1971)
- Quadrophenia (1973)
- The Who by Numbers (1975)
- Who Are You (1978)
- Face Dances (1981)
- It's Hard (1982)
- Endless Wire (2006)
- Who  (2019)